# Blow Me (One Last Kiss)
"Blow Me (One Last Kiss)" là một bài hát của ca sĩ - nhạc sĩ thu âm người Mỹ Pink, được phát hành làm đĩa đơn mở đường cho album phòng thu thứ sáu của cô, The Truth About Love. Bài hát được lên kế hoạch phát hành vào ngày 9 tháng 7 năm 2012 nhưng sau đó được dời lịch phát hành lên trước một tuần vì bị rò rỉ trên mạng. Được sản xuất bởi Greg Kurstin, bài hát được đánh giá chuyên môn cao và thể hiện phong cách cổ điển của Pink. Cùng với "Blow Me (One Last Kiss)", tại thời điểm đó Pink đã trở thành nghệ sĩ nữ thứ ba có nhiều bài hát lọt top 10 nhất tính từ năm 2000, chỉ sau Rihanna và Beyonce, với 12 bài hát lọt top 10 tại Hoa Kỳ. Nó cũng đã có một bước nhảy lớn tại bảng xếp hạng Hot 100 khi nhảy từ vị trí 58 lên vị trí 9 chỉ trong hai tuần sau khi được quảng bá và phát hành trên iTunes Store. Video âm nhạc chính thức cho "Blow Me (One Last Kiss)", một video đen trắng, được đạo diễn bởi Dave Meyers, người đã cộng tác lâu năm với Pink và đạo diễn cho hơn một nửa trên tổng số 33 video trong sự nghiệp của cô. Nó được ra mắt chính thức vào ngày 26 tháng 7 năm 2012 trên MTV và Vevo.
Vào tháng 3 năm 2013, trong một cuộc thăm dò trực tuyến của tạp chí Billboard cho danh hiệu "Bài hát của tháng 3" ("March Madness") thì "Blow Me" về hạng 3, đứng sau "Scream & Shout" của will.i.am & Britney Spears và "Stronger (What Doesn't Kill You)" của Kelly Clarkson. Nó cũng trở thành bài hát mở đầu cho lần phát hành thứ 44 của album Now That's What I Call Music!, tên gọi của loạt album được phát hành tại Mỹ và nhiều nước khác trên toàn thế giới.

## Bối cảnh
Ngày 7 tháng 10 năm 2011, RCA Music Group thông báo rằng hãng đĩa Jive Records sẽ tan rã cùng với Arista và J Records. Cùng với sự tan rã này, Pink cùng những nghệ sĩ thu âm khác đã ký hợp đồng với các hãng thu âm, trong tương lai sẽ phát hành mọi sản phẩm âm nhạc thông qua RCA Records. Năm 2011, Joe Riccitelli, giám đốc của hãng đĩa, đã thông báo rằng Pink đang chuẩn bị bước vào phòng thu để bắt tay thực hiện album thứ sáu của cô ấy và nó sẽ được phát hành vào tháng 9 năm 2012. Ngày 29 tháng 2 năm 2012, trên trang cá nhân Twitter của mình, Pink khẳng định rằng hiện cô đang trong quá trình viết lời cho những bản thu âm mới. Ngày 19 tháng 6 năm 2012, Pink công bố thông qua một đoạn video trên Twitter rằng đĩa đơn đầu tiên sắp phát hành của cô mang tên "Blow Me (One Last Kiss)" và rằng nó sẽ được phát hành chình thức vào ngày 9 tháng 7 năm 2012. Cô nói thêm: "Tôi nghĩ bạn sẽ thích nó bởi vì tôi thực sự thích nó và tôi nghĩ nó đủ cho tất cả chúng ta". Tuy nhiên, phiên bản nghe thử của bài hát bị rò rỉ trực tuyến vào ngày 1 tháng 7 năm 2012, trước một tuần so với ngày phát hành dự kiến. Ngày hôm sau, 2 tháng 7 năm 2012, bài hát được phát hành chính thức trên trang web của Pink và tài khoản Youtube của cô ấy. Ngày 4 tháng 7 năm 2012, Pink thông báo album phòng thu thứ sáu của cô sẽ mang tên The Truth About Love.
Trong cuộc phỏng vấn với tạp chí Billboard vào tháng 8 năm 2012, Greg Kurstin đã tiết lộ rằng anh và ca sĩ đã gắp một vài rắc rối về việc đặt tên cho các bài hát trong album. Nhà sản xuất làm việc với Pink đã làm việc với cường độ cao trong vòng 9 ngày và kết quả thu được là 6 bài hát. Trong đó một bài hát với chủ đề chia tay, nó như là sự trao quyền trong phong cách của "So What"; bài hát đã được sáng tác và thu âm trong vòng một ngày nhưng nó cần một tiêu đề. "Cô ấy không ngừng nhắc tới cụm từ "Hãy ném vào trong chiếc khăn" và đó là một trong những điều chúng tôi trao đổi, "Đó có phải thật sự là lời bài hát?". Kurstin nhớ lại: "Và thế là tôi trở lại với cái tên Blow Me… One Last Kiss và chúng tôi thật sự vui mừng. Hầu hết thời gian làm việc với Pink, cô ấy có một cá tính mạnh mẽ và sự mạnh mẽ ấy được cô ấy đưa vào trong lời bài hát và tôi thực sự không muốn ảnh hưởng đến cô ấy. Tôi để cô ấy làm những gì cô ấy muốn. Và đó có thể là lần duy nhất tôi làm như vậy".

## Sáng tác
"Blow Me (One Last Kiss)" là một bài hát nhạc electropop và dance-pop với nhịp tempo nhanh. Bài hát mang âm hưởng của thể loại nhạc dance và có độ dài 4 phút 16 giây, được sản xuất bởi Greg Kurstin. Bài hát bắt đầu bằng giai điệu nhạc điện tử trước khi chuyển sang pop rock; về cơ bản giai điệu bài hát được lấy mẫu từ bài hát "Float On" của ban nhạc indie rock người Mỹ, Modest Mouse. Jessica Sager nhận xét: "từ sự hòa âm,phong cách tiếng trống rock đến giọng hát mang đậm chất 'Raise Your Glass' xuyên suốt chiều dài bài hát thật sự là một thứ rượu gây nghiện" và nói rằng bài hát là "sự đặc sắc của Pink". Bài hát cũng được gọi là "Pink cổ điển" với một "điệp khúc swear-jar-worthy" và một sự thay đổi đột ngột tông mà chỉ có những ca sĩ như cô ấy mới làm được". Tuy nhiên, về nhạc lý, bài hát không đổi khóa; nó vẫn giữ nguyên khóa chính là khóa sol (G) trong suốt bài nhạc. "Blow Me (One Last Kiss)" được viết bằng khóa chính là khóa sol với một nhịp độ vừa phải là 114 nhịp trên phút (BPM). Giọng hát của Pink kéo dài trong khoảng từ E3 đến G5, và bài hát theo sau là một dãy nốt G6–G–Bm–Em–C.

## Tiếp nhận
"Blow Me (One Last Kiss)" nhận được nhiều lời khen ngợi từ các nhà phê bình âm nhạc và một số người đã so sánh sự tương đồng của nó với bài hát "Stronger (What Doesn't Kill You)" của Kelly Clarkson cũng được sản xuất bởi Greg Kurstin. Andrew Hampp từ tạp chí Billboard đã đưa ra đánh giá tích cực cho bài hát khi cho nó số điểm 85 trên 100 và nói rằng: "bài hát như là sự trao quyền trong phong cách của "So What" và coi đó là "lời chào đón sự quay trở lại hình mẫu của Pink trong thời gian mà mọi người từ Adam Lambert đến Clarkson đang lựa chọn thể loại nhạc của cô". Danielle Levy đến từ một ấn phẩm âm nhạc đã viết: "Năng động và đầy hận thù hơn bao giờ hết, "Blow Me (One Last Kiss)" thật sự là một nụ hôn đầy năng lượng mạnh mẽ đến từ một ngôi sao nhạc pop kỳ cựu". Jessica Sager đến từ PopCrush cũng đã đưa ra nhiều nhận xét tích cực cho bài hát, đánh giá bài hát 4.5/5 sao và nói rằng "một ca khúc lý tưởng cho danh sách bài hát với chủ đề chia tay và nó làm cho những trái tim tan vỡ cảm thấy tốt hơn"..
Kathy McCabe từ tờ Herald Sun đưa ra nhiều ý kiến tích cực cho bài hát: "Nếu Pink cần bất kỳ bằng chứng nào chứng minh cô ấy là một ngôi sao nhạc pop quốc tế thì cô ấy đã có được nó khi đĩa đơn mới nhất của cô bị rò rỉ trên phạm vi toàn cầu một tuần trước khi được phát hành". Tanner Stransky từ tờ Entertainment Weekly thì xem bài hát như "một cái gì đó mà Kelly Clarkson có thể sử dụng trong album của cô ấy" và với "những chấn động, những góc cạnh trên khuôn mặt" là những "đặc điểm riêng của Pink". Contessa Gayles của AOL Music cũng nhận xét bài hát một cách tích cực, viết rằng giọng hát của Pink như "dấu ấn trên một đĩa nhạc gây nghiện, một viên thuốc gây nghiện thực sự". Robbie Daw từ trang web Idolator nhận xét rằng Pink "luôn luôn ở trong một trạng thái tuyệt nhất, hoàn hảo nhất khi cô kết hợp giọng hát mạnh mẽ của mình với lời của bài hát. Ông ấy hoàn thành những đánh giá của mình bằng cách ghi nhận bài hát "là sản phẩm được sản xuất bởi Max Martin - nhà sản xuất âm nhạc của Pink".

## Diễn biến xếp hạng
"Blow Me (One Last Kiss)" xuất hiện đầu tiên bảng xếp hạng của Úc ngày 16 tháng 7 năm 2012 ngay tại vị trí quán quân. Bài hát đạt hạng 8 tại bảng xếp hạng New Zealand Top 40. Nó xuất hiện lần đầu tại Canadian Hot 100 ở vị trí thứ 13. Tại Ireland, bài hát xuất hiện ở vị trí 23 trong tuần đầu tiên tại bảng xếp hạng Ireland. Tại Vương Quốc Anh, vào ngày 9 tháng 9 năm 2012, bài hát có mặt tại vị trí thứ 3 ngay trong tuần đầu tiên nhờ vào lượng tiêu thụ hơn 70.000 bản, đứng sau "Let Me Love You (Until You Learn to Love Yourself)" của Ne-Yo và "Hall of Fame" của ban nhạc The Script. Mặc dù không giành được quán quân tại thị trường Anh quốc nhưng tại thị trường Scotland bài hát đã dành vị trí quán quân ngay tuần đầu tiên.
Tại Hoa Kỳ, bài hát xuất hiện đầu tiên tại vị trí 58 tại bảng xếp hạng Billboard Hot 100 và vươn lên cao nhất tại vị trí thứ 5. Tính đến tháng 7 năm 2012, Pink trở thành nữ nghệ sĩ thứ ba có nhiều đĩa đơn top 10 nhất tại Mỹ tính từ sau năm 2000, cô chỉ đứng sau Rihanna (24 đĩa đơn) và Beyoncé (14 đĩa đơn). Bài hát vươn lên ngôi đầu tại German Airplay Chart và trở thành đĩa đơn liên tiếp thứ 10 của Pink quán quân và đã phá vỡ kỷ lục cho nghệ sĩ có nhiều No.1 nhất tại Đức. Ở Nam Phi, bài hát cũng xuất hiện tại South African Airplay Chart với vị trí á quân. Tại Billboard's Dance/Mix Show Airplay, bài hát đã mang về cho Pink quán quân thứ 4 tại bảng xếp hạng này. Tính đến tháng 7 năm 2013, bài hát đã tiêu thụ 2.164.000 bản chỉ tính riêng tại thị trường Mỹ.

## Video âm nhạc
Video âm nhạc cho "Blow Me (One Last Kiss)" được ra mắt vào lúc 19h50' ngày 26 tháng 7 năm 2012 thông qua MTV và Vevo. Video được đạo diễn bởi Dave Meyers, người từng cộng tác lâu năm với Pink trong hầu hết các sản phẩm âm nhạc của cô. Phiên bản có màu chính thức của video bị rò rỉ trực tuyến vào ngày 31 tháng 8 và nó chính thức được đăng trên kênh Vevo của Pink vào ngày 5 tháng 9 năm 2012. Video được hoàn thành chỉ với hai màu đen trắng và những dòng chữ dùng trong video được viết bằng tiếng Pháp.
Video bắt đầu với hình ảnh Pink cùng người yêu của mình (Sebastian de la Forza) đang tận hưởng một chuyến picnic bên nhau. Khi họ chuẩn bị hôn nhau thì bất ngờ bị gián đoạn khi chàng trai nghe máy điện thoại của một cô gái khác. Pink hất ly rượu vang đỏ vào mặt anh ta và bỏ đi. Sau đó cô gặp một người đàn ông (Alexander Ercheverria) đi trên chiếc xe máy và cô theo anh ta về nhà. Ở tại đó, anh ta vẽ chân dung của Pink, còn cô thì nhìn qua cửa sổ thấy rất nhiều khách đến dự bữa tiệc mà người đàn ông tổ chức. Trong bữa tiệc, cô khiêu vũ với một cô gái khác cho đến khi bị người đàn ông đã đưa cô về nhà làm gián đoạn. Trong phân đoạn này, Pink mặc một bộ đồ vest với mái tóc được chải chuốt. Người đàn ông kia quỳ xuống trước mặt Pink và cô gái kia (Mosh) để cầu hôn. Pink chấp nhận lời cầu hôn và chìa ngón tay ra nhưng cuối cùng trở nên thất vọng khi lời cầu hôn của người đàn ông là dành cho cô gái kia. Trong lễ cưới của họ, Pink mặc một bộ đồ màu đen như thể cô đang đi dự một đám tang. Bỗng nhiên một chiếc xe đạp bay xuất hiện và mang theo đó một quả bóng hình trái tim. Khi quả bóng nổ, một thứ chất lỏng màu đỏ rơi xuống, dính lên cơ thể những người tham gia lễ cưới còn Pink thì múa hát vui vẻ. Đoạn cuối, Pink leo lên chiếc xe đạp và họ bay cùng nhau đến hết video; băng qua các cánh đồng, qua hoàng hôn và qua một ngọn đồi trên chiếc xe đạp bay với đôi cánh đại bàng.
Một phiên bản màu của video cũng đã được phát hành. James Montgomery của MTV đã động viên những người hâm mộ của Pink rằng: "Dù Pink nói cô ấy đã thay đổi nhưng video 'Blow Me' đã chứng minh điều ngược lại. Nó vẫn mang sự giận dữ lại có tính hài hước với mức độ gần ngang những video trước kia của cô".

## Biểu diễn trực tiếp
"Blow Me (One Last Kiss)" được Pink biểu diễn trực tiếp lần đầu tiên tại lễ trao giải MTV Video Music Awards 2012 diễn ra tại Trung tâm Staples, Los Angeles. Trong phần biểu diễn, Pink đã mặc quần đen, áo sơ mi trắng và có mái tóc ngắn màu bạch kim.

## Danh sánh đĩa nhạc
- Tải nhạc kỹ thuật số[30]

1. "Blow Me (One Last Kiss)" — 4:16
2. "Blow Me (One Last Kiss) (Fred Falke Radio Edit)

- CD[31][32]

1. "Blow Me (One Last Kiss)" — 4:16
2. "The King Is Dead but the Queen Is Alive" (Pink, Billy Mann, Butch Walker, Niklas "Nikey" Olovson, Robin Lynch) — 3:44

## Nơi ghi âm và đội ngũ sản xuất
Ghi âm
- Phần kỹ thuật tại Trung tâm Sáng tạo Earthstar, Venice, California, và tại Echo Studios, Los Angeles, California
- Mix nhạc tại MixStar Studios, Virginia Beach, Virginia

Đội ngũ sản xuất
- Pink - viết lời
- Greg Kurstin - viết lời, sản xuất, keyboard, guitar, bass
- Jesse Shatkin - kỹ thuật
- Serban Ghenea - mix nhạc
- John Hanes - kỹ thuật mix nhạc
- Phil Seaford - kỹ sư âm nhạc, trợ lý

## Bảng xếp hạng và chứng nhận doanh số
| Bảng xếp hạng (2012–13)                         | Vị trí cao nhất |
| ----------------------------------------------- | --------------- |
| Anh Quốc (OCC)                                  | 3               |
| Áo (Ö3 Austria Top 40)                          | 14              |
| Ba Lan (Polish Airplay Top 5)                   | 3               |
| Bỉ (Ultratop 50 Flanders)                       | 36              |
| Bỉ (Ultratop 50 Wallonia)                       | 14              |
| Brasil (Billboard Hot 100 Airplay)              | 12              |
| Brasil (Billboard Hot Pop Songs)                | 2               |
| Canada (Canadian Hot 100)                       | 4               |
| Cộng hòa Séc (Rádio Top 100)                    | 8               |
| Croatia (HRT)                                   | 2               |
| Đan Mạch (Tracklisten)                          | 24              |
| châu Âu (Euro Digital Songs)                    | 3               |
| Phần Lan (Finnish Download Chart)               | 14              |
| Pháp (SNEP)                                     | 22              |
| Trường songid là BẮT BUỘC CHO BẢNG XẾP HẠNG ĐỨC | 10              |
| Hà Lan (Dutch Top 40)                           | 14              |
| Hàn Quốc International Singles (Gaon)           | 138             |
| Hoa Kỳ Billboard Hot 100                        | 5               |
| Hoa Kỳ Adult Contemporary (Billboard)           | 11              |
| Hoa Kỳ Adult Pop Airplay (Billboard)            | 1               |
| Hoa Kỳ Dance Club Songs (Billboard)             | 1               |
| Hoa Kỳ Pop Airplay (Billboard)                  | 1               |
| Hoa Kỳ Rhythmic (Billboard)                     | 20              |
| Hungary (Rádiós Top 40)                         | 1               |
| Ireland (IRMA)                                  | 11              |
| Luxembourg Digital Songs (Billboard)            | 5               |
| Mexico Airplay (Billboard)                      | 3               |
| New Zealand (Recorded Music NZ)                 | 8               |
| Nhật Bản (Japan Hot 100)                        | 3               |
| Scotland (OCC)                                  | 1               |
| Slovakia (Rádio Top 100)                        | 6               |
| Tây Ban Nha (PROMUSICAE)                        | 18              |
| Thụy Điển (Digilistan)                          | 13              |
| Thụy Sĩ (Schweizer Hitparade)                   | 15              |
| Úc (ARIA)                                       | 1               |
| Úc (ARIA Airplay Chart)                         | 1               |
| Venezuela (Venezuela Singles chart)             | 7               |

| Bảng xếp hạng (2012)     | Vị trí |
| ------------------------ | ------ |
| Anh Singles Chart        | 88     |
| Hoa Kỳ Billboard Hot 100 | 37     |
| Hungary (Rádiós Top 40)  | 22     |
| Pháp (SNEP)              | 161    |
| Úc Singles Chart         | 48     |

| Quốc gia                                                                           | Chứng nhận  | Số đơn vị/doanh số chứng nhận |
| ---------------------------------------------------------------------------------- | ----------- | ----------------------------- |
| Anh Quốc (BPI)                                                                     | Bạc         | 200.000^                      |
| Canada (Music Canada)                                                              | 3× Bạch kim | 0*                            |
| Đan Mạch (IFPI Đan Mạch)                                                           | Vàng        | 15.000^                       |
| Hoa Kỳ (RIAA)                                                                      |             | 2.164.000                     |
| México (AMPROFON)                                                                  | Vàng        | 30.000*                       |
| New Zealand (RMNZ)                                                                 | Bạch kim    | 15.000*                       |
| Thụy Sĩ (IFPI)                                                                     | Vàng        | 15.000^                       |
| Úc (ARIA)                                                                          | 3× Bạch kim | 210.000^                      |
| Ý (FIMI)                                                                           | Bạch kim    | 30.000*                       |
| * Chứng nhận dựa theo doanh số tiêu thụ. ^ Chứng nhận dựa theo doanh số nhập hàng. |             |                               |

## Lịch sử phát hành
| Quốc gia      | Ngày                | Định dạng                | Tên                    |
| ------------- | ------------------- | ------------------------ | ---------------------- |
| Toàn thế giới | 9 tháng 7 năm 2012  | Tải nhạc kỹ thuật số     | Sony Music/RCA Records |
| Hoa Kỳ        | 10 tháng 7 năm 2012 | Mainstream radio         | Sony Music/RCA Records |
| Hoa Kỳ        | 10 tháng 7 năm 2012 | Hot AC radio             | Sony Music/RCA Records |
| Hoa Kỳ        | 17 tháng 7 năm 2012 | Rhythmic radio           | Sony Music/RCA Records |
| Đức           | 27 tháng 7 năm 2012 | CD                       | Sony Music/RCA Records |
| Anh           | 31 tháng 8 năm 2012 | Bản tải về               | Sony Music/RCA Records |
| Hoa Kỳ        | 14 tháng 9 năm 2012 | Radio Adult Contemporary | Sony Music/RCA Records |